# Ukrajinśka Presa
Ukrajińska Presa – ukraiński koncern prasowy i wydawnictwo, działające we Lwowie w latach 1923–1939, utworzone przez Iwana Tyktora.

## Periodyki
Początkiem wydawnictwa było czasopismo „Nowyj Czas” (działające od 1923, od 1926 własność Iwana Tyktora, od 1932 dziennik), drukowane w nakładzie 16 tysięcy egzemplarzy i posiadające wiele dodatków.
Innymi czasopismami koncernu były:
- „Narodna Sprawa” (od 1928) – popularny tygodnik chłopski, o nakładzie 30-40 tysięcy
- „Dzwinoczok” (od 1931) – miesięcznik dla dzieci, 30 tysięcy nakładu
- „Nasz Prapor” (od 1932) – ilustrowany półtygodnik dla ukraińskich rodzin, 8-10 tysięcy nakładu
- „Komar” (od 1933) – tygodnik satyryczny o nakładzie 7 tysięcy egzemplarzy
- „Nasz Łemko” (od 1934)

Ogólny nakład periodyków wydawnictwa wynosił 92 600 w roku 1937, i 106 500 w roku następnym.

## Kalendarze
Były to trzy główne kalendarze:
- kalendarz wiejski „Zołotyj Kołos” (od 1929, 100 tysięcy nakładu)
- „Kalendar dlja wsich” (od 1931, od 1937 pod nazwą „Almanach Nowoho Czasu”)
- kalendarz satyryczny „Komar” (od 1935)

## Książki
Część książek wydawano w formie bibliotek przy odpowiednich czasopismach:
- przy „Nowym Czasie” – 30 książek do 1933
- przy „Narodnij Sprawi” – 18 książek od 1937, pod nazwą Ridne Słowo
- przy „Dzwinoczku” – comiesieczna bibliotek dla młodzieży „Ranok”
- przy „Naszomu Prapori” – co miesiąc „Ukrajińska Biblioteka” (od 1933) i „Amatorskij Teatr” (od 1935), co kwartał „Muzyczna Biblioteka” (od 1937)
- "Biblioteka cerkowno-relihijnych knih" (od 1938, wydano Pismo święte w tłumaczeniu M. Krawczuka i modlitewnik „Wiruju” w nakładzie 100 tysięcy egz.
- „Istoryczna Biblioteka” (co miesiąc, od 1934, wydano między innymi: Wełyka istorija Ukrainy Krypiakewycza i Hołubca, Istorija ukraińskoji kultury Krypiakewycza, Istorija ukraińskoho wijska Krypiakewycza, Wełyka wseswitna istorija)

Ogółem w wydawnictwie wydano ponad 400 książek.

### Literatura
- Енциклопедія українознавства: В 10 томах / Головний pедактор Володимир Кубійович. — Париж, Нью-Йорк: Молоде Життя, 1954—1989.